# Museo Ferroviario de Tolosa
El Museo Ferroviario "Ing. Pedro C. Saccaggio" es un museo de la Sede Tolosa del Ferroclub Argentino, la cual fue creada el 1 de mayo de 1996. Está ubicado en las calle 528 y 1 de la ciudad de La Plata, provincia de Buenos Aires, Argentina. El museo funciona en el galpón 29 y la herrería antigua de los Talleres Ferroviarios del barrio de Tolosa. Allí pueden observarse locomotoras, guinche, autovías y zorras; además existe un archivo histórico y fotográfico. Cuenta con un Centro de Interpretación sobre el patrimonio ferroviario de la región, donde se explican los alcances de las salidas didácticas en zorra que se realizan.

## Historia
Los talleres del ferrocarril en donde se asienta el museo fueron diseñados por el ingeniero por Otto Krause e inaugurados el 30 de agosto de 1887. Al ser mudados los talleres a Liniers a principios del siglo XX, estas construcciones quedan abandonadas durante casi 40 años, hasta que en octubre de 1997 se recupera el antiguo galpón de herrería para que funcione allí la Sede Tolosa del Ferroclub Argentino.
En agosto de 1998 se realiza la primera exposición conmemorativa del 111.º aniversario de la inauguración de esos talleres; una segunda exposición se presentó en la Estación La Plata con la presencia de una locomotora a vapor y varios paneles con textos y fotografías.
El 6 de octubre de 2002 se realizó un encuentro comunitario con el nombre de "Tolosa y su Identidad". El Ferroclub participó aportando una formación compuesta por una zorra motorizada más un remolque, para paseo de los asistentes. Además se dispuso una muestra de rieles y durmientes de distintos tipos, una exposición fotográfica y diversas colecciones de objetos históricos ferroviarios. También se exhibió una película sobre la actividad de los talleres ferroviarios en los años ochenta. Esta puede ser considerada como la primera acción netamente museológica de la Sede Tolosa y la fecha de la fundación del Museo Ferroviario.
En base al material reunido para esa primera acción -mientras se estudiaba el modelo definitivo a adoptar- se montó una muestra provisoria, en un vagón metálico de carga acondicionado a esos afectos y compuesta por fotografías, señales, carteles y otros elementos ferroviarios.
Si bien todo el galpón puede ser considerado como un museo en sí mismo (locomotoras, guinche, autovías), algunos objetos menores, además de muchos libros y fotografías pasaron a formar parte de esa muestra provisoria.
A principios de 2004 toma su nombre actual: "Museo Ferroviario Ing. Pedro C. Saccaggio", en reconocimiento a quien fuera incansable impulsor del desarrollo ferroviario independiente. Para esa misma época se decide la recuperación de un galpón anexo a la triple nave de la Sede para ser destinado al futuro Museo Ferroviario.
En mayo de 2007 comenzó la disposición del primer material museográfico recuperado: un tramo completo de vías y un muestrario de distintos tipos de rieles. Además se iniciaron los primeros trabajos para la sala de espera y la instalación del primer material rodante. Así como la colocación de los distintos soportes metálicos y estructuras para exhibición de ese material.
Una vez terminado el museo dispondrá de 10 áreas de exposición, dos áreas introductoras, un mural y nueve vitrinas empotradas. Además poseerá como curiosidad la réplica de una “Estación Ferroviaria” en escala 1:1 (ocupará unos 25 m²), más otra réplica de un “Anden y Sala de Espera” de la Estación La Plata, con material original (bancos, rejas y carteles) y en una superficie de 15 m². También la exhibición de material rodante menor (una zorra a motor, una zorra-bomba, un velocípedo y un calamazzo o remociclo) todo restaurado a su estado original. Contará con una circulación adecuada por ambas entradas y un sistema moderno de nomencladores.
El Museo Ferroviario cuenta para desarrollar sus actividades con los recursos presupuestarios dispuestos por la Sede del Ferroclub más el apoyo de una ONG, llamada “Vía Tolosa”, y que funciona como una especie de Asociación de Amigos del Museo.
Las instalaciones tienen unas dimensiones de 12 por 21 metros con una superficie cubierta de 250 m². Está cruzado transversalmente por una vía de doble trocha, posee piso de hormigón y techo original de tejas. Tiene acceso interno desde el Ferroclub o en forma independientemente desde el exterior (playa de maniobras de Tolosa)